# Gate (Sore wa Akatsuki no You ni)
«Gate (Sore wa Akatsuki no you ni)» (Japonés: GATE (それは暁のように);?, "Gate (Se ve como el amanecer)") es una canción grabada por el grupo Japonés Kisida Kyoudan & The Akebosi Rockets. Fue lanzado como primer single del grupo en 2 años por Warner Bros. Entertainment y su filial Warner Home Video El 29 de julio de 2015. Las letras estuvieron escritas por Kisida y la música y el arreglo estuvieron creados por la banda. Musical, "Gate (Sore wa Akatsuki no you ni)" Es una canción de rock que cuenta con guitarras, baterías y bajo en su instrumentación. Una versión alternativa con Diferente letra y composición ligeramente editada fue lanzada en enero de 2016, bajo el título "Gate II (Sekai o Koete)".
Tras su lanzamiento, recibió críticas positivas de los críticos musicales. Algunos elogiaron la composición, mientras que el resto elogió la producción y el atractivo comercial. Comercialmente, la canción tuvo un éxito moderado en Japón, Alcanzando el número 17 en la Oricon Singles Chart Y lo convirtieron en su tercera entrada consecutiva en el top 20. Un video musical acompañado de la banda cantando en un almacén, rodeado con cinta de construcción y ornamentos. Para promover el sencillo, se utilizó como tema de apertura para la primera temporada de la serie anime, Gate: Jieitai Kanochi nite, Kaku Tatakaeri.

## Antecedentes y lanzamiento
El 13 de junio de 2015 se confirmó a través de Anime News Network que grupo japonés Kisida Kyoudan & The Akebosi Rockets Lanzaría una nueva canción "Gate (Sore wa Akatsuki no you ni)", Y serviría como la canción de tema de la apertura a la primera temporada de la serie Anime, Gate: Jieitai Kanochi nite, Kaku Tatakaeri. Las letras estuvieron escritas por Kisida y la música y el arreglo estuvieron creados por la banda. Musicalmente, es una canción de rock que cuenta con guitarras, baterías y guitarras bajo en su instrumentación. Según revista de música japonesa CD Journal,  describieron la composición de rock como "fuerte" y "aguda".
Fue lanzado como el primer single del grupo en dos años por Warner Bros. Entertainment y su filial Warner Home Video el 29 de julio de 2015. Fue primer liberado en un CD solo en Japón, el cual incluido la pista, un B-canción de lado tituló "Héroe Egoísta", y ambos sus versiones instrumentales respectivas. El segundo formato era el CD y DVD Single, el cual incluido en la misma lista de pista del audio, pero también presentó el vídeo de música Completa en el segundo disco. El formato físico final era un especial anime CD que incluido la pista, una versión acortada "TV size", y el instrumental. El digital EP incluido los cuatro registros, Salió sólo en Japón. Cada formato, aparte de la versión digital, incluye tres obras de arte diferentes con todas las imágenes promocionales tomadas de la serie de televisión.[A]

## Vídeo de música y promoción
Un video musical acompañante para el sencillo fue lanzado el 29 de julio de 2015 a través del canal oficial de Warner Bros. en YouTube. Se abre con un borroso largo disparo de la banda sentado en un sofá, y como la música comienza, tiene ellos actuando en un almacén rodeado de equipo de música y adornos. Entre Cortes y solos del vocalista Ichigo rodeado con cinta de construcción aparece durante los versos de canciones, whilst Kyoudan es visto tocando la guitarra durante las pausas instrumentales en un tanque. El video termina con un largo disparo del grupo de pie en el almacén.
La promoción de singles fue sólo en Japón y fue incluida como la canción del tema de apertura para la primera temporada del anime, Gate: Jieitai Kanochi nite, Kaku Tatakaeri. Una versión alternativa con diferentes letras y composición ligeramente editada fue lanzada en enero de 2016, bajo el título "Gate II (Sekai o Koete)"; Esta versión fue utilizada para la segunda Temporada de la serie.

## Personal
Créditos adaptados de los CD de "Gate (Sore wa Akatsuki no you ni)".
Registro y administración
- Grabado en 2015. Dirección y sello discográfico Warner Bros. Entertainment y Warner Home Video.

Créditos
- Kishida Kyoudan – Voz de fondo, componiendo, escribiendo, produciendo, organizando.
- Ichigo – vocalista, Voz de Fondo, Organizando, produciendo.
- Hayapi – Guitarra, Voz de fondo, organizando, produciendo
- Micchan – Batería, Voz de Fondo, Organizando, produciendo
- T-Tsu – Guitarra, Voz de Fondo, Organizando, produciendo

## Historia de liberación
| Región | Fecha               | Formato                 | Sello                                            |
| ------ | ------------------- | ----------------------- | ------------------------------------------------ |
| Japón  | 29 de julio de 2015 | CD regular              |                                                  |
| Japón  | 29 de julio de 2015 | DVD                     |                                                  |
| Japón  | 29 de julio de 2015 | CD Exclusivo Anime Gate | - Warner Home Video - Warner Bros. Entertainment |
| Japón  | 29 de julio de 2015 | Descarga digital        |                                                  |